# Italo Viglianesi
Italo Viglianesi (Caltagirone, 1 de gener 1916 - Roma, 19 de gener 1995) fou un sindicalista i polític italià.
El 5 de març 1950 va ser fundador del sindicat Unió Italiana del Treball (UIL).
El 1963 fou escollit membre del Senat italià per primera vegada. Membre del Partit Socialista Italià (PSI) va arribar a ocupar diversos càrrecs en el gabinet ministerial.